# Silvester II
Silvester II, född cirka 945 som Gerbert i Aurillac i Auvergne, död 12 maj 1003 i Rom, var påve från den 2 april 999 till sin död, 12 maj 1003. Påven var också en framstående matematiker.

## Biografi
Gerbert föddes i, eller i närheten av, Aurillac, Auvergne, till enkla föräldrar. Han inträdde i unga år i kyrkan, fick sin utbildning i klostret i Aurillac, och fick sedan följa en spansk greve som sällskap till Spanien. Där studerade han i Barcelona, samt för arabiska lärare i Córdoba och Sevilla. I synnerhet intresserade han sig för matematik och naturvetenskap.
Från Spanien fortsatte han med biskop Hatto av Vich till Rom; denne hade varit hans huvudlärare i teologi. I Rom introducerade påve Johannes XIII honom inför kejsar Otto den store, vilket blev upptakten till att Gerbert begav sig till Tyskland för att undervisa vid katedralskolan i Reims. Samtidigt var han ständigt på resande fot, och deltog vid disputationer vid italienska universitet; vid ett tillfälle disputerade han med Ortricus av Magdeburg inför Otto II. I Reims fick han också möjlighet att verka politiskt, och Gerbert var en av dem som uppsatte Hugo Capet på tronen i Frankrike. 991 utsågs han till ärkebiskop av Reims. I den egenskapen gjorde han sig till ovän med de franska kungligheterna, varmed påven tvingades ingripa till hans försvar. Gerbert blev emellertid avsatt, men fick efter en tid upprättelse och återinsattes som ärkebiskop av Reims.
Därefter inträdde han i Otto III:s hov, blev dennes lärare, och medföljde på kejsarkröningen i Rom. Han stannade därefter i Italien eftersom ärkebiskopsstolen i Reims inte återlämnades, och 998 utnämnde Gregorius V honom till ärkebiskop av Ravenna i stället. När Gregorius avled, valdes Gerbert till påve genom kejsarens inflytande; han antog namnet Silvester och blev den förste franske påven i historien.
Som påve tog han krafttag gentemot simoni och konkubinat inom prästerskapet, och han stödde Otto III:s politik. Kejsaren gav enligt legenden påven åtta italienska grevskap som tidigare hade tillhört Kyrkostaten; denna donation är dock historiskt ifrågasatt. Kejsaren förklarade samtidigt Konstantinska donationen vara ett falsarium.
År 1001 tvingades både kejsaren och påven att fly Rom från ett folkligt uppror. Silvester kallade till synod i Todi den 27 december, och vakade snart därefter vid kejsarens dödsbädd.
Silvester genomförde flera viktga ecklesiastikala förändringar i många länder; han redde ut tvisten om ärkebiskopssätet i Reims, instiftade en metropolit i Gnesen och en i Gran, Ungern. År 1000 gav han ledaren av Ungern rätten att kalla sig kung samt utsåg denne till påvlig ställföreträdare i landet. Han verkade för äktenskapets bevarande mot skilsmässor i franska kungahuset.
Sedan kejsar Otto III avlidit kunde Silvester återkomma till Rom, men staden styrdes fortfarande av adeln. Ett kort tag efter att han återvänt avled han.
Det fanns många legender om Gerbert. Man trodde att han innehade en stulen bok med trollformler och ett bronshuvud som kunde svara "ja" och "nej" på frågor. Han sas även ha en pakt med en kvinnlig demon som skulle ha hjälpt honom till påvetronen.

## Vetenskaplig gärning

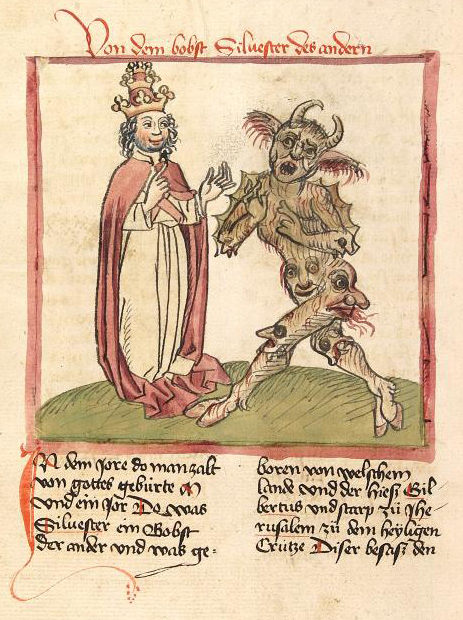
Silvester och Djävulen, Chronicon pontificum et imperatorum (146).

Från Silvesters hand finns ett antal avhandlingar bevarade: De corpore et sanguine Domini behandlar dogmatik, och därtill skrev han flera verk om filosofi, fysik och matematik. Silvester var en lärd man som introducerade arabisk vetenskap såsom aritmetik och astronomi i Europa. 
Som vetenskapsman var Gerbert före sin tid, och somliga ansåg honom därför vara i lag med djävulen, då han studerat bland annat arabisk astrologi i dåtidens Spanien. Han införde kunskapen om det decimala räknesystemet, och bruket av nollan i Europa. Ordet "siffr" betyder nolla på arabiska.